# União dos Jovens
Soiuz Molodioji ou União dos Jovens (em russo: Союз молодёжи) foi um grupo artístico e uma revista de arte da vanguarda russa que organizou, entre 1910 e 1921, exposições de arte e outras atividades em que participaram mais de 30 membros do grupo e artistas doutros grupos de vanguarda russa.
O grupo inicial esteve nucleado pelo mecenas Levki Jeverjeev e o seu manifesto foi redatado por Olga Rozanova. Em 1913, o Soiuz Molodioji fusionou-se com a organização de artistas Gileia, cujos principais vultos eram Vladimir Maiakovski, Velimir Khlebnikov e Elena Guro. Além de organizar exposições de pintura, o grupo levou a cabo também várias representações teatrais, a mais famosa das quais foi a ópera futurista Vitória sobre o sol (1913), com livreto em zaum de Aleksei Krutchionikh e Velimir Khelbnikov, música de Mikhail Matiushin e cenografia de Kazimir Malevitch.
O período de atividade mais importante foi entre 1910 e 1914, mas com o início da Primeira Guerra Mundial os trabalhos foram interrompidos até a celebração da "Primeira exposição livre de artistas de todas as tendências", que se celebrou em 1919 no Museu Hermitage. Em 1921, o grupo deixou de existir e os seus membros integraram-se na União de Novas Tendências, estabelecido arredor de Vladimir Tatlin.

## Membros de Soius Molodioji
Entre os membros mais importantes do grupo destacam:
- Olga Rozanova - pintora e teórica
- Varvara Bubnova - pintora
- Mikhail Matiushin - pintor e compositor
- David Burliuk - poeta, pintor, publicista e ilustrador
- Vladimir Burliuk - pintor e ilustrador
- Iuri Annenkov - ilustrador, pintor e desenhador
- Kazimir Malevitch - pintor e teórico
- Pavel Filonov - pintor, ilustrador e poeta
- Vladimir Tatlin - escultor e teórico
- Ivan Kliun - pintor, artista gráfico e escultor
- Ivan Puni - pintor
- Nadejda Lermontova
- Aleksandra Ekster - pintora e desenhadora
- Valentin Bistrenin
- Nadejda Udaltsova - pintora
- Sviatoslav Voinov
- Piotr Mituritch
- Nikolai Tirsa
- Aleksei Grishchenko - pintor
- Lev Bruni
- Vladimir Maiakovski - poeta, dramaturgo e teórico
- Velimir Khlebnikov - poeta e ilustrador
- Elena Guro - poeta, romancista e pintora
- Aleksei Krutchionikh - poeta, romancista e compositor

## Outros artigos
- Valete de Diamantes
- Mir Iskusstva
- Rabo de Asno